# Achyra coelatalis
Achyra coelatalis is een vlinder uit de familie van de grasmotten (Crambidae). De wetenschappelijke naam van deze soort is voor het eerst voorgesteld als Dosara coelatalis door Francis Walker in een publicatie uit 1859.

## Verspreiding
De soort komt voor in:
- het Afrotropisch gebied waaronder Kaapverdië, Mali, Niger, Sierra Leone, Ivoorkust, Ghana, Ethiopië, Congo-Kinshasa, Kenia, Rwanda, Tanzania, Angola, Zambia, Mozambique, Namibië, Botswana, Zimbabwe, Zuid-Afrika, Lesotho, Madagaskar, de Seychellen, Réunion, de Verenigde Arabische Emiraten, Oman en Jemen,
- het Oriëntaals gebied waaronder Pakistan, India, Sri Lanka en Taiwan,
- het Palearctisch gebied waaronder Iran en Afghanistan en
- het Australaziatisch gebied (Australië).

## Waardplanten
De rups leeft op diverse soorten van de grassenfamilie (Poaceae) zoals Sorghum, Oryza sativa, Parelgierst (Cenchrus americanus) en Zea mays.